# José Mayer
José Mayer Drumond Araujo (Jaguaraçu, 3 de outubro de 1949) é um ator brasileiro. Iniciou sua carreira em 1963 no teatro e em 1975 no cinema em Enigma para Demônios e A Mulher do Desejo. Na televisão, sua estreia ocorreu dois anos mais tarde no programa infantil Sítio do Picapau Amarelo. No entanto, sua primeira consagração foi em 1984 na minissérie Bandidos da Falange, no qual interpretou Jorge Fernando, papel que lhe garantiu o Prêmio APCA de Melhor Revelação Masculina.
Em 1989, protagonizou Zé do Burro na minissérie O Pagador de Promessas, atuação que lhe rendeu o segundo Prêmio APCA em sua carreira, sendo o primeiro como Melhor Ator; no mesmo período, o personagem Osnar da telenovela Tieta lhe consagrou como melhor da categoria pelo Troféu Imprensa daquele ano. Posteriormente, o ator recebeu indicações pelo Prêmio Contigo! de TV em História de Amor, A Indomada e Senhora do Destino, assim como, pelos Melhores do Ano em Laços de Família e Mulheres Apaixonadas. No cinema, por sua vez, seu único trabalho premiado só ocorreu em 1992, ao interpretar Daniel em Perfume de Gardênia, premiado no Festival de Brasília.

## Biografia
Descendente de alemães e escoceses, José Mayer Drumond Araújo nasceu no interior de Minas Gerais, em Jaguaraçu, na época distrito de São Domingos do Prata. A emancipação do distrito, tornando-se município ocorreria em 1953. Ainda na infância, mudou-se para a cidade de Congonhas, onde passou sua adolescência e parte da vida adulta. No município estudou num seminário católico, onde sua mãe sonhava que em algum dia seria padre. No seminário Mayer, ficou dos onze aos dezoito anos.
Ingressou no curso de Letras da Faculdade de Filosofia de Belo Horizonte no ano de 1968, mesmo ano em que passou a integrar o grupo de teatro 'Geração'.
Iniciou a carreira como ator, quando começou a trabalhar no Teatro Senac onde atuou de 1973 a 1979. Após a passagem pelo teatro mudou-se para o Rio de Janeiro, para tentar carreira na televisão.
Curiosamente, Mayer é notado por ter longa parceria com os autores Manoel Carlos e Aguinaldo Silva.

### Carreira na televisão

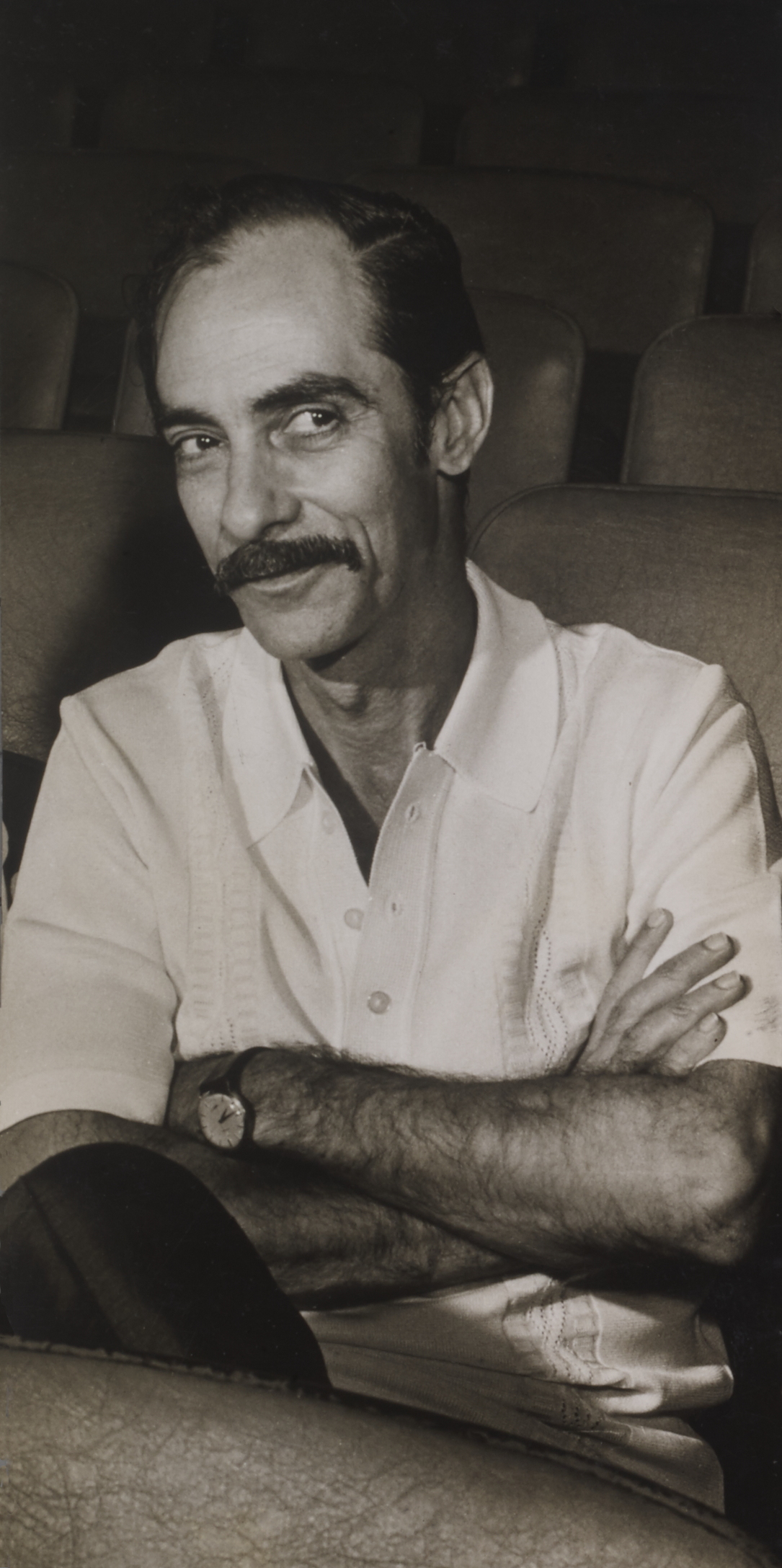
Dias Gomes foi o criador da minissérie O Pagador de Promessas (1988), no qual participou José Mayer.

Começou sua trajetória em 1977 na série infantil Sítio do Picapau Amarelo interpretando Burro Falante. Três anos depois, esteve na primeira temporada de Carga Pesada, no episódio "O Foragido"; assim como, também participou de Malu Mulher, além de atuar na telenovela Chega Mais como um repórter. Em 1982, fez uma participação especial em Caso Verdade, no episódio "Por Uma Fresta de Sol". Nos dois anos seguintes, deu vida aos personagens Jorge Fernando de Bandidos da Falange, papel que lhe garantiu o Prêmio APCA de melhor revelação masculina; e Ulisses da Silva em  e Guerra dos Sexos, respectivamente; além de viver Piscina em Partido Alto.
Em 1985, viveu Edson na telenovela A Gata Comeu. No ano seguinte, esteve em Hipertensão e Selva de Pedra como Raul Galvão e Caio, respectivamente. Em 1988, interpretou Zé do Burro na minissérie O Pagador de Promessas, papel que lhe consagrou no Prêmio APCA de melhor ator de televisão e foi Fernando em Fera Radical.
No início da década de 1990, foi Ricardo Miranda em Meu Bem, Meu Mal e Caíque em De Corpo e Alma. Entre 1993, foi protagonista na minissérie Agosto como comissário de polícia Alberto Mattos, papel reconhecido com o Prêmio TV Press como Melhor Ator. Dois anos mais tarde, na telenovela História de Amor, deu vida ao médico endocrinologista Carlos Alberto Moretti, trabalho premiado como Melhor Ator nos Melhores do Ano de 1995 e indicado ao Prêmio Contigo! de TV de 1996; além disso, também foi Pedro em Pátria Minha. Encerrou-se a década como Teobaldo Faruk em A Indomada (indicado como Melhor Ator no Prêmio Contigo! de TV de 1998) e Martinho Amoedo em Meu Bem Querer.
Na década de 2000, deu vida a Pedro em Laços de Família (indicado como Melhor Ator Coadjuvante nos Melhores do Ano de 2000) e foi Fernando Reis na minissérie Presença de Anita. De 2002 a 2003, interpretou Martino na telenovela Esperança; deu vida ao médico-cirurgião César em Mulheres Apaixonadas (indicado como Melhor Ator nos Melhores do Ano de 2003) e foi Dirceu em Senhora do Destino. Seus últimos trabalhos nesta década foi como Greg em Páginas da Vida, Augusto César em A Favorita e Marcos em Viver a Vida.
Na década de 2010, interpretou Pereirinha na telenovela Fina Estampa. Em 2013, deu vida ao Coronel Zico Rosado em Saramandaia. No ano seguinte, foi Cláudio Bolgari em Império, concluindo a década como Sebastião Bezerra em A Lei do Amor.

### Carreira no cinema

Beth Faria já trabalhou com Mayer em Perfume de Gardênia (1992).

Estreou nas telonas em 1975 como Marcelo e Osmar em A Mulher do Desejo e Luiz em Enigma para Demônios. Três anos depois, fez participação especial no elenco de O Bandido Antônio Dó. Na década de 1980, participou dos longas Idolatrada como Manuel; Nunca Fomos tão Felizes e A Dama do Cine Shanghai como Bolivar.
Na década de 1990, participou do elenco do curta-metragem Esta não é a sua vida como narrador, mas sua primeira consagração no cinema veio em 1992 no filme Perfume de Gardênia como Daniel, sendo eleito Melhor Ator pelo Festival de Brasília. Nos ano seguinte, esteve no longa Capitalismo Selvagem como Hugo Victor Assis. Voltaria as telonas em 2001 em Bufo & Spallanzani como Ivan Canabrava e, oito anos mais tarde, em Divã. Em 2017, participou da obra Encantados interpretando o advogado Angelino.

## Vida pessoal
Mayer tem uma única filha, que também é atriz, Júlia Fajardo, fruto de seu casamento de mais de quarenta e cinco anos com Vera Fajardo. Ao ser questionado pelo tempo duradouro do matrimônio, em entrevista feita em outubro de 2015, o ator definiu a relação como "uma construção": '(...) é uma obra de arte, uma tapeçaria, é um amontado de ganhos e perdas, vitórias, derrotas, ajustes, desajustes, é um bom combate. E é um aprimoramento, porque a parceria é uma bênção, e uma parceria que nos faz crescer".
Durante sete anos (dos onze aos dezoito anos) foi seminarista na cidade de Congonhas, em Minas Gerais, por desejo de sua família. O regime no seminário era austero, vivendo enclausurado. Apesar dessa iniciação na vida religiosa, Mayer declara-se sincrético e agnóstico.

Digamos que no primeiro ano eu ainda tivesse alguma fé (risos). Mas, a partir daí, eu já não acreditava em nada daquilo, eu era ateu mesmo. Sou sincrético, agnóstico.— José Mayer, em entrevista à Folha de S.Paulo, em março de 2012.
Em 7 de fevereiro de 2023, José Mayer foi internado às pressas na Casa de Saúde São José, em Botafogo, na zona sul do Rio de Janeiro, devido a um sangramento no pulmão, recebendo alta após 19 dias.

### Acusação de assédio sexual
Em 2017, Mayer foi acusado de assédio sexual por uma figurinista que trabalhava com o ator na novela A Lei do Amor. Em outubro de 2019, a atriz Lília Cabral em entrevista ao programa de rádio Morning Show da Jovem Pan, saiu em defesa do ator "Não acredito que ele seja aquele homem que ele foi, da forma como falaram dele. Não consigo acreditar." O autor Aguinaldo Silva, a atriz Betty Faria e o apresentador Silvio Santos também defenderam o ator. A atriz Camila Pitanga também denunciou que o ator a assediou durante as gravações da novela Mulheres Apaixonadas, em 2003, em que eles faziam par romântico. Segundo Camila, foi ela quem incentivou a figurinista Su Tonani a denunciar o assédio sexual que sofreu. Nas redes sociais, diversas atrizes declararam apoio à figurinista e criaram a campanha “Mexeu com uma, Mexeu com todas”.

## Filmografia

### Televisão
| Ano  | Título                   | Personagem                      | Notas                                 |
| ---- | ------------------------ | ------------------------------- | ------------------------------------- |
| 1977 | Sítio do Picapau Amarelo | Burro Falante (voz)             | Temporadas 1–6                        |
| 1980 | Carga Pesada             | Motorista                       | Episódio: "O Foragido"                |
| 1980 | Chega Mais               | Repórter                        | Episódio: "4 de março"                |
| 1980 | Malu Mulher              | Médico                          | Episódio: "Com Que Roupa?"            |
| 1982 | Caso Verdade             | Toni                            | Episódio: "A Grande Promessa"         |
| 1983 | Bandidos da Falange      | Jorge Fernando                  |                                       |
| 1983 | Guerra dos Sexos         | Ulisses da Silva                |                                       |
| 1984 | Partido Alto             | Claudionor dos Santos (Piscina) |                                       |
| 1985 | A Gata Comeu             | Edson                           |                                       |
| 1985 | O Tempo e o Vento        | Aderbal Mena                    |                                       |
| 1986 | Selva de Pedra           | Caio Vilhena                    |                                       |
| 1986 | Hipertensão              | Raul Galvão                     |                                       |
| 1988 | O Pagador de Promessas   | Zé do Burro                     |                                       |
| 1988 | Fera Radical             | Fernando Flores                 |                                       |
| 1989 | Tieta                    | Osnar Pereira                   |                                       |
| 1990 | Meu Bem, Meu Mal         | Ricardo Miranda                 |                                       |
| 1992 | De Corpo e Alma          | Carlos Henrique (Caíque)        |                                       |
| 1993 | Agosto                   | Comissário Alberto Matos        |                                       |
| 1994 | Pátria Minha             | Pedro Fonseca                   |                                       |
| 1995 | História de Amor         | Carlos Alberto Moretti          |                                       |
| 1996 | A Vida Como Ela É...     | Vários personagens              |                                       |
| 1997 | A Indomada               | Teobaldo Faruk                  |                                       |
| 1998 | Meu Bem Querer           | Martinho Amoedo                 |                                       |
| 2000 | Laços de Família         | Pedro Marcondes Mendes          |                                       |
| 2001 | Presença de Anita        | Fernando Reis                   |                                       |
| 2002 | Esperança                | Martino Rizzo                   | Episódios: "17 de junho–30 de agosto" |
| 2003 | Mulheres Apaixonadas     | Dr. César Andrade de Melo       |                                       |
| 2004 | Senhora do Destino       | Dirceu de Castro                |                                       |
| 2006 | Páginas da Vida          | Gregório Rodrigues Lobo (Greg)  |                                       |
| 2008 | A Favorita               | Augusto César Rodrigues         |                                       |
| 2009 | Viver a Vida             | Marcos Ribeiro                  |                                       |
| 2011 | Fina Estampa             | José Pereira (Pereirinha)       |                                       |
| 2013 | Saramandaia              | Zico Rosado                     |                                       |
| 2014 | Império                  | Cláudio Bolgari Nascimento      |                                       |
| 2016 | Tá no Ar: A TV na TV     | Ele mesmo                       | Episódio: "5 de abril"                |
| 2016 | A Lei do Amor            | Sebastião Bezerra (Tião)        |                                       |

### Cinema
| Ano  | Título                  | Personagem            |
| ---- | ----------------------- | --------------------- |
| 2017 | Encantados              | Advogado Angelino     |
| 2009 | Divã                    | Gustavo Ribeiro       |
| 2001 | Bufo & Spallanzani      | Ivan Canabrava        |
| 1994 | Mil e Uma               | Barão                 |
| 1993 | Capitalismo Selvagem    | Hugo Victor Assis     |
| 1992 | Perfume de Gardênia     | Daniel                |
| 1991 | Esta não é a sua vida   | Narrador              |
| 1987 | A Dama do Cine Shanghai | Bolivar               |
| 1984 | Nunca Fomos Tão Felizes |                       |
| 1983 | Idolatrada              | Manuel                |
| 1978 | O Bandido Antônio Dó    | Participação Especial |
| 1975 | A Mulher do Desejo      | Marcelo / Osmar       |
| 1975 | Enigma para Demônios    | Luiz                  |

## Teatro
- 1963 - O Cavalinho Azul de Maria Clara Machado, em Congonhas/MG.[69]
- 1968 - Se correr o bicho pega, se ficar o bicho come de Oduvaldo Viana Filho e Ferreira Gullar, Teatro Marilia - Belo Horizonte/MG.
- 1971 - Calígula de Albert Camus, no Teatro Marília - Belo Horizonte/MG.
- 1972 - Ball de Bertold Brecht e direção de Ronaldo Brandão.
- 1973 - O Relatório Kinsey de Alberto d`Aversa no Teatro Senac - Belo Horizonte/MG.
- 1994 - Peer Gynt. Estreia no Teatro Glória (Rio de Janeiro), em abril de 1994, uma produção da Prefeitura da cidade do Rio de Janeiro, Secretaria Municipal de Cultura, sob direção de Moacyr Góes, tendo no elenco: José Mayer, Ivone Hoffman, Patrícia França, Letícia Spiller, Marília Pêra, Paula Lavigne, Ítalo Rossi, Floriano Peixoto.[70]
- 2007 - Um Boêmio no Céu.... de: Catullo da Paixão Cearense.... direção: Amir Haddad.[71]
- 2012 - Um violinista no telhado, direção Charles Möeller.[72]
- 2015 - Kiss me Kate, direção Charles Möeller.[73]

## Prêmios e indicações
| Ano  | Prêmio                                                | Categoria                  | Nomeações                         | Resultado |
| ---- | ----------------------------------------------------- | -------------------------- | --------------------------------- | --------- |
| 1984 | Troféu Associação Paulista de Críticos de Arte (APCA) | Melhor Revelação Masculina | Bandidos da Falange               | Venceu    |
| 1989 | Troféu Associação Paulista de Críticos de Arte (APCA) | Melhor Ator de Televisão   | O Pagador de Promessas            | Venceu    |
| 1989 | Troféu Imprensa                                       | Melhor Ator                | Tieta                             | Venceu    |
| 1992 | Festival Internacional de Cinema de Brasília          | Melhor Ator                | Perfume de Gardênia               | Venceu    |
| 1993 | Prêmio TV Press                                       | Melhor Ator                | Agosto                            | Venceu    |
| 1995 | Prêmio Globo de Melhores do Ano                       | Melhor Ator                | História de Amor                  | Venceu    |
| 1996 | Prêmio Contigo! de TV                                 | Melhor Ator                | História de Amor                  | Indicado  |
| 1998 | Prêmio Contigo! de TV                                 | Melhor Ator                | A Indomada                        | Indicado  |
| 2003 | Prêmio Globo de Melhores do Ano                       | Melhor Ator                | Mulheres Apaixonadas              | Indicado  |
| 2005 | Prêmio Contigo! de TV                                 | Melhor Ator                | Senhora do Destino                | Indicado  |
| 2012 | Prêmio Shell de Teatro                                | Melhor Ator                | Um Violista no Telhado            | Indicado  |
| 2014 | Prêmio Extra de Televisão                             | Melhor Ator Coadjuvante    | Império                           | Indicado  |
| 2016 | Prêmio APTR de Teatro                                 | Melhor Ator de Musical     | Kiss Me, Kate – O Beijo da Megera | Venceu    |
| 2016 | Prêmio Reverência de Teatro Musical                   | Melhor Ator                | Kiss Me, Kate – O Beijo da Megera | Venceu    |
| 2016 | Prêmio Cesgranrio de Teatro                           | Melhor Ator de Musical     | Kiss Me, Kate – O Beijo da Megera | Venceu    |
| 2016 | Troféu UOL TV e Famosos                               | Melhor Ator                | A Lei do Amor                     | Indicado  |